# Bakeridesia yucatana
Bakeridesia yucatana là một loài thực vật có hoa trong họ Cẩm quỳ. Loài này được (Standl.) D.M.Bates mô tả khoa học đầu tiên năm 1973.